# Liste der Träger des Großen Goldenen Ehrenzeichens für Verdienste um die Republik Österreich seit 1952
In dieser nicht vollständigen Liste sind Besitzer des Großen Goldenen Ehrenzeichens für Verdienste um die Republik Österreich (1952) mit kurzen Angaben zur Person und, wenn bekannt, zum Anlass der Verleihung aufgeführt.
Bei den Berufs- bzw. Funktionsbezeichnungen ist der Einheitlichkeit halber immer der erlernte Beruf (falls relevant, sonst der zum Zeitpunkt der Verleihung ausgeübte Beruf) und nachstehend die Funktion, gereiht nach politischer Ebene, angegeben.
Die Einträge sind, falls bekannt, nach dem Verleihungsjahr oder der Veröffentlichung sortiert, innerhalb des Jahres alphabetisch, die Jahresangaben haben aber aufgrund der verschiedenen Quellangaben eine Unschärfe, da die Zeit vom Antrag über die Verleihung bis zur Bekanntmachung mehrere Monate betragen kann.
Eine – teils unvollständige – Liste findet sich in einer Anfragebeantwortung des Bundeskanzlers vom 23. April 2012 (siehe in den Weblinks #Anfragebeantwortung-BK-2012).

## Träger

### Mit bekanntem Jahr der Verleihung
| Name                        | Beschreibung | Jahr der Verleihung |
| --------------------------- | --- | ------------------- |
| Ernst Lachs                 | Kontrollamtsdirektor in Wien                                                                                               | 1959                |
| Franz Koci                  | Landtagsabgeordneter von Wien                                                                                              | 1960                |
| Richard Nathschläger        | Landtagsabgeordneter von Wien                                                                                              | 1960                |
| Felix Stika                 | Landesrat in der Niederösterreichischen Landesregierung                                                                    | 1960                |
| Emmerich Wenger             | Landesrat in der Niederösterreichischen Landesregierung                                                                    | 1960                |
| Maria Jacobi                | amtsführende Stadträtin von Wien                                                                                           | 1962                |
| Georg Buch                  | Oberbürgermeister der Stadt Wiesbaden (Deutschland)                                                                        | 1964                |
| Walter Wunderlich           | Mathematiker und Geometer                                                                                                  | 1965                |
| Reinhold Melas              | Generaldirektor in der Sozialversicherung                                                                                  | 1970                |
| Maria Schaumayer            | Landtagsabgeordnete von Wien                                                                                               | 1973                |
| Friedrich Lehne             | Hofrat und Senatspräsident des Verwaltungsgerichtshofs                                                                     | 1974                |
| Anna Freud                  | Psychoanalytikerin und Lehrerin                                                                                            | 1975                |
| Ferry Porsche               | Unternehmer Automobilbau und Ingenieur                                                                                     | 1975                |
| Werner Hinterauer           | Hofrat am Verwaltungsgerichtshof, Österreich                                                                               | 1978                |
| Anneliese Albrecht          | Journalistin und Staatssekretärin für Konsumentenschutz                                                                    | 1979                |
| Klaus Stern                 | Rechtswissenschaftler und Richter am Verfassungsgerichtshof des Landes Nordrhein-Westfalen                                 | 1981                |
| Leopold Vietoris            | Mathematiker | 1981                |
| Alois Partl                 | Politiker | 1985                |
| Paul Lendvai                | Journalist | 1986                |
| Walter Fremuth              | Manager der Bank- und Energiewirtschaft                                                                                    | 1986                |
| Ernst Fiala                 | Automobilkonstrukteur | 1987                |
| Johannes Schasching         | SJ, Jesuit, Provinzial und Sozialethiker                                                                                   | 1987                |
| Walter Schuppich            | Präsident der Rechtsanwaltskammer für Wien, Niederösterreich und das Burgenland                                            | 1988                |
| Herwig Karzel               | evangelisch-lutherischer Superintendent von Oberösterreich                                                                 | 1989                |
| Josef Pieper                | katholischer Philosoph und Hochschullehrer                                                                                 | 1989                |
| Franz Viehböck              | erster österreichischer Raumfahrer                                                                                         | 1991                |
| Otto Voisard                | deutsch-österreichischer Industriemanager, Generaldirektor von Steyr-Daimler-Puch AG                                       | 1991                |
| Manfred Mautner Markhof     | Industrieller und Politiker                                                                                                | 1992                |
| Peter-Johannes von Geyso    | deutscher Generalmajor | 1993                |
| Otto Schenk                 | Schauspieler | 1994                |
| Erwin Hirnschall            | Politiker | 1995                |
| Hans Heinrich Schmid        | Theologe | 1996                |
| Wilhelm Holzbauer           | Ord.Hochschulprofessor an der Hochschule für angewandte Kunst in Wien, Architekt                                           | 1996                |
| Franz Mrkvicka              | Kulturstadtrat von Wien | 1996                |
| Karl Popper                 | österreichisch-britischer Philosoph                                                                                        | 1996                |
| Rosemarie Bauer             | Politikerin, Volksanwältin, Schuldirektorin                                                                                | 1998                |
| Fritz Indra                 | Diplom-Ingenieur und Honorarprofessor für Verbrennungsmaschinen                                                            | 1998                |
| Herbert Bösch               | Politiker | 1999                |
| Richard Daimer              | Vorsitzender des Vorstandes der Österreichischen Automobilfabrik ÖAF – Gräf & Stift AG in Wien                             | 1999                |
| Josef Cap                   | ehem. Abgeordneter zum Nationalrat und Klubobmann der SPÖ im Parlament                                                     | 1999                |
| Leopold Guggenberger        | Politiker | 1999                |
| Arnold Grabner              | Politiker | 1999                |
| Herbert Scheibner           | Abgeordneter zum Nationalrat, Klubobmann des Freiheitlichen Parlamentsklubs                                                | 1999                |
| Franz Hums                  | Bundesministers für Arbeit und Soziales von 1995 bis 1997 und Abgeordneter zum Nationalrat 1990 bis 1994 und 1997 bis 1999 | 1999                |
| Karl Maitz                  | Politiker | 1999                |
| Herbert Matis               | Professor der Wirtschaftsuniversität Wien                                                                                  | 1999                |
| Ludmilla Parfuss            | Politiker | 1999                |
| Annemarie Reitsamer         | Politiker | 1999                |
| Karl Schweitzer             | Politiker und Lehrer | 1999                |
| Grete (von) Zieritz         | Pianist und Komponist klassischer Musik                                                                                    | 1999                |
| Gertrude Brinek             | Volksanwältin, Assistenzprofessorin, Politikerin                                                                           | 2000                |
| Erwin Niederwieser          | ehemaliger Abgeordneter zum Nationalrat                                                                                    | 2000                |
| Allan Mustard               | ehem. Botschaftsrat an der Botschaft der Vereinigten Staaten von Amerika in Österreich                                     | 2001                |
| Rudolf Nürnberger           | Gewerkschafter und Politiker                                                                                               | 2001                |
| Peter Skalicky              | Rektor der TU Wien | 2001                |
| Hubert Sterba               | Leiter des Instituts für Waldwachstumsforschung an der Universität für Bodenkultur Wien                                    | 2001                |
| Doris Bures                 | Bundesministerin für Verkehr, Technologie und Innovation                                                                   | 2001                |
| Karlheinz Böhm              | österreichischer Schauspieler, Gründer der Organisation Menschen für Menschen                                              | 2002                |
| Alois Pumberger             | Arzt und Politiker | 2002                |
| Hilde Schwarzkopf           | österreichische Industrielle                                                                                               | 2002                |
| Rudolf Buchbinder           | Konzertpianist | 2003                |
| Bernhard Felderer           | Nationalökonom und Direktor des Instituts für Höhere Studien in Wien                                                       | 2003                |
| Hubert Pirker               | Abgeordneter zum Europaparlament                                                                                           | 2003                |
| Horst Pleiner               | General und Generaltruppeninspektor                                                                                        | 2003                |
| Martin Graf                 | Abgeordneter zum Nationalrat und Dritter Nationalratspräsident                                                             | 2003                |
| Karl Donabauer              | Landwirt und Abgeordneter zum Nationalrat                                                                                  | 2004                |
| Wolfgang Großruck           | Abgeordneter zum Nationalrat                                                                                               | 2004                |
| Christoph Kühn              | vatikanischer Nuntiaturrat deutscher Herkunft                                                                              | 2004                |
| Lisbeth Lass                | Richterin am Verfassungsgerichtshof                                                                                        | 2004                |
| Wolfgang Mantl              | Politikwissenschaftler und Jurist                                                                                          | 2004                |
| Maria Berger                | Abgeordnete zum Europaparlament, Justizministerin und Richterin am Europäischen Gerichtshof                                | 2005                |
| Peter Schieder              | ehem. Präsident der Parlamentarischen Versammlung des Europarates                                                          | 2005                |
| Alfred Ebenbauer            | Rektor der Universität Wien                                                                                                | 2005                |
| Manfried Gantner            | Rektor der Universität Innsbruck                                                                                           | 2005                |
| Simon Wiesenthal            | Architekt, Publizist und Schriftsteller                                                                                    | 2005                |
| Willibald Liehr             | Verfassungsrichter und Jurist                                                                                              | 2005                |
| Agnes Schierhuber           | Politiker | 2005                |
| Monika Lindner              | Generaldirektor des Österreichischen Rundfunks (ORF)                                                                       | 2006                |
| Herbert Mang                | Präsident der Österreichischen Akademie der Wissenschaften                                                                 | 2006                |
| Fredy Mayer                 | Präsident des Österreichischen Roten Kreuzes                                                                               | 2006                |
| Georg Winckler              | Rektor der Universität Wien und Präsident des Dachverbandes der europäischen Universitäten                                 | 2006                |
| Petra Bayr                  | Politikerin | 2007                |
| Hans Kaiser                 | Vizerektor der TU Wien | 2007                |
| Hartmut Kahlert             | Rektor der TU Graz | 2007                |
| Peter Marizzi               | Politiker | 2007                |
| Otto Pendl                  | Abgeordneter zum Nationalrat seit 1998 und Bürgermeister von Trumau seit 1998                                              | 2007                |
| Itamar Rabinovich           | Präsident der Universität Tel Aviv                                                                                         | 2007                |
| Barbara Rosenkranz          | Abgeordnete zum Nationalrat                                                                                                | 2007                |
| Alfred Schöls               | Politiker | 2007                |
| Matthias Tschirf            | Klubobmann der Wiener ÖVP                                                                                                  | 2007                |
| Rudolf G. Ardelt            | Rektor der Johannes-Kepler-Universität Linz                                                                                | 2008                |
| Karl Freund                 | Abgeordneter zum Nationalrat                                                                                               | 2008                |
| Maria Grander               | Abgeordnete zum Nationalrat                                                                                                | 2008                |
| Anthony Kennedy             | Richter am Obersten Gerichtshof der Vereinigten Staaten von Amerika                                                        | 2008                |
| Helmut Mödlhammer           | Präsident des Österreichischen Gemeindebundes und Bürgermeister von Hallwang                                               | 2008                |
| Hannes Missethon            | Politiker | 2008                |
| Kristiina Ojuland           | estnische Politikerin | 2008                |
| Gustav Ortner               | Botschafter beim Heiligen Stuhl                                                                                            | 2008                |
| Georg Gänswein              | Privatsekretär von Papst Benedikt XVI.                                                                                     | 2009                |
| Helmut Konrad               | Rektor der Universität Graz                                                                                                | 2009                |
| Luise Müller                | Superintendent der Evangelischen Superintendentur A. B. Salzburg und Tirol                                                 | 2009                |
| Karin Scheele               | Mitglied des Europäischen Parlaments                                                                                       | 2009                |
| Karlheinz Töchterle         | Rektor der Universität Innsbruck                                                                                           | 2009                |
| Michael Antolini            | Tierarzt, ehemaliger Präsident des Wiener Tierschutzvereines                                                               | 2010                |
| Heinz Kail                  | Senatspräsident des Verwaltungsgerichtshofes                                                                               | 2010                |
| Reinhold Robbe              | deutscher Politiker | 2010                |
| Christoph Badelt            | Rektor der WU Wien und Präsident der Österreichischen Universitätenkonferenz                                               | 2011                |
| Imre Asztrik Várszegi       | Erzabt von Pannonhalma Ungarn                                                                                              | 2012                |
| Wolfhard Wegscheider        | Rektor der Montanuniversität Leoben                                                                                        | 2012                |
| Ariel Muzicant              | damaliger Präsident der Israelitischen Kultusgemeinde Wien                                                                 | 2013                |
| Silvia Grünberger           | ehem. Abgeordnete zum Nationalrat                                                                                          | 2013                |
| Tilmann Märk                | Rektor der Universität Innsbruck                                                                                           | 2014                |
| Monika Kircher              | Managerin und Politikerin                                                                                                  | 2014                |
| Luis Drexel                 | Gründer der Spar Österreichischen Warenhandels-AG                                                                          | 2014                |
| Rudolf Klingohr             | Gründer und Geschäftsführer der Interspot Film                                                                             | 2014                |
| Zaha Hadid                  | Architektin und Architekturprofessorin                                                                                     | 2015                |
| Carl E. Schorske            | US-amerikanischer Kulturhistoriker                                                                                         | 2015                |
| Franz Fuchs                 | Kulturvermittler und Referent der Volkskultur Niederösterreich                                                             | 2016                |
| Günter Rhomberg             | Manager und Kulturfunktionär                                                                                               | 2016                |
| Peter Morwitzer             | Leiter der Gruppe Baudirektion im Amt der NÖ Landesregierung                                                               | 2016                |
| Heinrich Schmidinger        | Rektor der Universität Salzburg und Präsident der Österreichischen Universitätenkonferenz                                  | 2016                |
| Gertrude Aubauer            | Politiker | 2017                |
| Franz Kirchgatterer         | Politiker | 2017                |
| Gabriel Obernosterer        | Politiker | 2017                |
| Heinz-Christian Strache     | Politiker | 2017                |
| Birgit Schatz               | Politiker | 2017                |
| Bernhard Themessl           | Politiker | 2017                |
| Wolfgang Zanger             | Politiker | 2017                |
| Alev Korun                  | Politikerin | 2017                |
| Wolfgang Gerstl             | Politiker | 2017                |
| Anton Heinzl                | Politiker | 2017                |
| Hermann Lipitsch            | Politiker | 2017                |
| Gerald Bast                 | Rektor der Universität für angewandte Kunst Wien                                                                           | 2018                |
| Arik Brauer                 | Maler, Sänger und Dichter                                                                                                  | 2018                |
| Christiane Brunner          | Politikerin | 2019                |
| Andreas Karlsböck           | Politiker | 2019                |
| Martina Schenk              | Politikerin | 2019                |
| Judith Schwentner           | Politikerin | 2019                |
| Leopold Steinbichler        | Politiker | 2019                |
| Harald Walser               | Politiker | 2019                |
| Tanja Windbüchler-Souschill | Politikerin | 2019                |
| Christa Neuper              | Rektorin der Universität Graz                                                                                              | 2019                |
| Eva Blimlinger              | Rektorin der Akademie der bildenden Künste Wien und Präsidentin der Österreichischen Universitätenkonferenz                | 2019                |
| Hugo Portisch               | Journalist | 2019                |
| Riccardo Muti               | Dirigent | 2021                |
| Alfred Gutschelhofer        | Rektor der Universität Graz                                                                                                | 2022                |
| Andreas Mailath-Pokorny     | Stadtrat für Kultur und Wissenschaft, Rektor der Musik und Kunst Privatuniversität der Stadt Wien                          | 2022                |
| Sabine Herlitschka          | Managerin, Vorstandsvorsitzende der Infineon Technologies Austria AG                                                       | 2022                |
| Markus Wieser               | Gewerkschafter, Präsident der AKNÖ                                                                                         | 2023                |
| Michael Heltau              | Schauspieler und Chansonnier                                                                                               | 2023                |
| Friedrich Faulhammer        | Rektor der Universität für Weiterbildung Krems                                                                             | 2023                |
| Johann Heuras               | Politiker | 2023                |
| Harald Kainz                | Rektor der TU Graz | 2023                |
| Matthias Neumayr            | Universitätsprofessor der JKU Linz, ehemaliger Vizepräsident des Obersten Gerichtshofs                                     | 2023                |
| Wolfgang Fleischhacker      | Rektor der Medizinischen Universität Innsbruck                                                                             | 2024                |
| Sabine Seidler              | Rektorin der TU Wien | 2024                |
| Günther Novak               | Politiker | 2024                |
| Oliver Vitouch              | Rektor der Universität Klagenfurt und Präsident der Österreichischen Universitätenkonferenz                                | 2024                |
| Edeltraud Hanappi-Egger     | Rektorin der WU Wien | 2024                |
| Wilfried Eichlseder         | Rektor der Montanuniversität Leoben                                                                                        | 2024                |
| Philipp von Lattorff        | Industrieller | 2024                |
| Oskar Deutsch               | Präsident der Israelitischen Kultusgemeinde Wien                                                                           | 2025                |
| Berthild Zierl              | Bildende Künstlerin, Vizepräsidentin des Zentralverbandes der Berufsvereinigung der bildenden Künstler Österreichs         | 2024                |

### Ohne Jahresangabe
- Franz Bauer, Wiener Landtagsabgeordneter und Gemeinderat (ÖVP)
- Friedrich Herzog, Beamter, ÖBB-Bediensteter
- Johann Pregant, Generalsekretär in der Generaldirektion der Österreichischen Bundesbahnen
- Gustav Riehl, Dermatologe und Hochschullehrer
- Wolfgang Schmidt, evangelisch-lutherischer Theologe
- Otto Seidelmann, Generaldirektor-Stellvertreter der Österreichischen Bundesbahnen
- Herbert Wild, ÖBB-Bediensteter
- Harald Wimmer, Politiker
- Hans Winkler, Botschafter und Direktor der Diplomatischen Akademie